# سرگئی دوورتسووی
سرگئی دوورتسووی (به انگلیسی: Sergey Dvortsevoy)؛ زادهٔ (۱۸ اوت ۱۹۶۲) کارگردان اهل کشور قزاقستان است.

## فیلمشناسی
- آیکا